# Dikhil (stad)
Dikhil is een stad in Djibouti en is de hoofdplaats van de regio Dikhil.
Dikhil telt naar schatting 16.700 inwoners.
Ali Sabieh · Arta · Dikhil · Djibouti · Holhol · Obock · Tadjourah